# Pieridi
Nella mitologia greca, le Pieridi (in greco antico: Πιερίδες) erano le nove figlie di Piero, re di Emazia in Macedonia, e di Evippa. 
I loro nomi sono Colimba, Iunce, Cencride, Cissa, Cloride, Acalantide, Nessa, Pipo, Dracontide.
Abilissime nel canto, si recarono sul monte Elicona, la sede delle Muse per sfidarle in una gara di canto; ma le Pieridi persero grazie al canto melodico di Calliope, e le Muse per punirle le trasformarono in uccelli gracchianti, secondo Ovidio in gazze, secondo Nicandro in vari uccelli. Pausania invece afferma che le Pieridi portassero gli stessi nomi delle Muse e che per questa ragione i figli attribuiti alle Muse siano invece figli delle Pieridi, mentre le dee rimasero sempre vergini.

## Il racconto mitologico
Pierios ebbe nove figlie che chiamò con il nome delle nove Muse. Divenute in grado di leggere e scrivere Pierios convocò i migliori maestri delle arti delle Muse. Quando il padre organizzava i banchetti, le ragazze si esibivano e ricevevano complimenti da tutti. Col passare del tempo, si insuperbirono e si spinsero sino ad arrivare al monte Elicona, la sede delle Muse, per sfidarle in una gara di canto; come giudici erano state convocate le ninfe dei fiumi. Alla fine della gara vennero decretate vincitrici le Muse; le Piche, allora, lanciarono ingiurie contro le Muse e gli Dei trasformarono le nove ragazze in gazze.

## Fonti
Oltre alla tradizione greca Ovidio nelle sue Metamorfosi, libro V: vedono dalle proprie unghie spuntare / penne, le braccia coprirsi di piume, e l'una all'altra / vede sporgere dal volto un becco rigido e adunco / e quelle andarsene nei boschi, diventate uccelli.
E mentre vogliono battersi il petto, agitando le braccia / si librano nell'aria: gazze, che schiamazzano nei boschi. / Ancor oggi in questi uccelli è rimasta la primitiva facondia: / una loquacità roca, una voluttà smodata di ciarlare.) descrive la loro mutazione in uccelli.

Anche Dante nel Canto primo del Purgatorio (Purg. I, 7 e sg: Ma qui la morta poesia resurga / o sante Muse, poi che vostro sono; / e qui Calïopè alquanto surga, / seguitando il mio canto con quel suono / di cui le Piche misere sentiro / lo colpo tal, che disperar perdono.) cita le Piche come ascoltatrici del canto di Calliope. Il poeta invoca la Musa Calliope ad accorrere in suo aiuto.

## Citazione di Ovidio nelle Metamorfosi
"La più illustre fra noi aveva finito il suo dotto canto. E le ninfe dichiararono in coro che avevamo vinto noi, dee che abitiamo sull'Elicona.  Poiché le perdenti lanciavano insulti, disse Callìope:" Già meritavate una punizione per averci sfidato. Dato che non vi basta e alla colpa aggiungete le invettive, e la nostra pazienza ha pure un limite,  provvederemo a punirvi e andremo fin dove ci spinge l'ira".  Ridono le giovani dell'Emazia, con fare sprezzante, di quelle minacciose parole. Ma mentre tentano di parlare e di alzare sfrontatamente con grandi strida le mani contro di noi, si accorgono che delle penne spuntano loro da sotto le unghie, che le braccia si coprono di piume, e ciascuna vede le altre sporgere il viso in un duro becco e andarsene, uccelli nuovi, verso la selva. E mentre vogliono battersi il petto, col moto delle braccia si sollevano e si librano in aria, insolenti abitanti dei boschi: gazze."